# Analisi shift-share
L'analisi shift-share è una tecnica che consente di scomporre il tasso di crescita di una grandezza economica (gli aggregati della Contabilità nazionale, la produzione, l'occupazione, ecc.) in componenti strutturali e locali. Nell'esposizione che segue si intende per "nazionale" una qualsiasi area territoriale articolata in subaree e per "regione" una sua articolazione; la "nazione" potrebbe quindi essere l'Europa come la Puglia, una "regione" potrebbe essere la Polonia come la provincia di Lecce.

## Scomposizione della crescita
Siano:
- {\displaystyle X} la grandezza che interessa,
- {\displaystyle r=1,\dots ,R} gli indici delle "regioni" in cui si articola la "nazione",
- {\displaystyle s=1,\dots ,S} gli indici dei settori economici (generalmente individuati, in Italia, facendo ricorso alla classificazione ATECO),
- {\displaystyle g={\frac {\Delta X}{X}}} il tasso di crescita di {\displaystyle X} (nell'espressione del quale si omettono, per semplicità, i pedici {\displaystyle t} e {\displaystyle t-1}).

Il tasso di crescita di {\displaystyle X} nella regione {\displaystyle r} e nel settore {\displaystyle s}, {\displaystyle g_{rs}}, può essere scomposto come segue:
da cui:
Si tratta di semplici identità, nelle quali {\displaystyle g_{..}} indica il tasso di crescita "nazionale" e {\displaystyle g_{.s}} indica il tasso di crescita del settore {\displaystyle s} nell'intera area considerata. Quindi:
- {\displaystyle (g_{.s}-g_{..})} indica la differenza di crescita tra il settore e l'intera economia,
- {\displaystyle (g_{rs}-g_{.s})} indica la differenza tra la crescita del settore {\displaystyle s} a livello regionale e a livello nazionale.

Il tasso di crescita di {\displaystyle X} nella regione {\displaystyle r} e in tutti i settori è dato da:
Indicando con {\displaystyle w_{rs}=X_{rs}/X_{r.}} il peso iniziale del settore {\displaystyle s} nella regione 
{\displaystyle r} (ad esempio, se {\displaystyle X} è l'occupazione, il rapporto tra il numero di occupati nel settore {\displaystyle s} e il numero totale di occupati nella regione {\displaystyle r} all'inizio del periodo), e considerando che {\displaystyle {\frac {\sum _{s=1}^{S}X_{rs}}{X_{r.}}}=1}, si può scrivere:
Si può quindi dire che il tasso di crescita di {\displaystyle X} nella regione {\displaystyle r} è dato dalla somma di tre componenti:
- una componente nazionale {\displaystyle g_{..}}, detta anche componente tendenziale, che esprime la "condivisione" (share), da parte della regione considerata, della crescita dell'intera area di cui essa è articolazione;
- due "scostamenti" (shift) dalla componente nazionale, dati da:
  - una componente strutturale {\displaystyle \sum _{s=1}^{S}(g_{.s}-g_{..})w_{rs}}, che esprime il contributo dato da settori nei quali {\displaystyle X} cresce più o meno rapidamente rispetto alla media; ad esempio, se l'occupazione cresce nei servizi più di quanto cresca nell'agricoltura e nell'industria, e se nella regione considerata il settore dei servizi pesa più che in altre, allora la regione farà registrare un tasso di crescita dell'occupazione maggiore di quello medio nazionale;
  - una componente locale {\displaystyle \sum _{s=1}^{S}(g_{rs}-g_{.s})w_{rs}}, che esprime la differenza di crescita tra la regione e la nazione.

## Esempio

### L'occupazione in Italia dal I trim. 2007 al I trim. 2008
Dal primo trimestre 2007 al primo trimestre 2008 l'occupazione, in Italia, ha fatto registrare le seguenti variazioni (dati in migliaia di unità):
|             | I trim. 2007 | I trim. 2008 | tasso di crescita |
| Agricoltura | 895          | 875          | -0,022            |
| Industria   | 6.907        | 6.834        | -0,011            |
| Servizi     | 15.045       | 15.462       | 0,028             |
| Totale      | 22.847       | 23.171       | 0,014             |

### Aumento dell'occupazione nel Centro
Nel Centro si è avuto il seguente andamento:
|             | I trim. 2007 | I trim. 2008 | tasso di crescita |
| Agricoltura | 136          | 110          | -0,191            |
| Industria   | 1.256        | 1.264        | 0,006             |
| Servizi     | 3.282        | 3.477        | 0,059             |
| Totale      | 4.674        | 4.850        | 0,038             |

Si vede che l'aumento dell'occupazione è stato maggiore di quello medio nazionale. Si può scomporre il tasso di crescita del Centro come segue:
- componente nazionale: 0,014;
- componente strutturale: 0,002; infatti:

|                                                      | {\displaystyle g_{.s}-g_{..}} | {\displaystyle w_{rs}} | {\displaystyle (g_{.s}-g_{..})w_{rs}} |
| Agricoltura                                          | -0,022-0,014=-0,037           | 136/4674=0,029         | -0,001                                |
| Industria                                            | -0,011-0,014=-0,025           | 1256/4674=0,269        | -0,007                                |
| Servizi                                              | 0,028-0,014=0,014             | 3282/4674=0,702        | 0,010                                 |
| {\displaystyle \sum _{s=1}^{S}(g_{.s}-g_{..})w_{rs}} |                               |                        | 0,002                                 |

- componente locale: 0,022; infatti:

|                                                      | {\displaystyle g_{rs}-g_{.s}} | {\displaystyle w_{rs}} | {\displaystyle (g_{rs}-g_{.s})w_{rs}} |
| Agricoltura                                          | -0,191-(-0,022)=-0,169        | 0,029                  | -0,005                                |
| Industria                                            | 0,006-(-0,011)=0,017          | 0,269                  | 0,005                                 |
| Servizi                                              | 0,059-0,028=0,032             | 0,702                  | 0,022                                 |
| {\displaystyle \sum _{s=1}^{S}(g_{rs}-g_{.s})w_{rs}} |                               |                        | 0,022                                 |

e si ha: 0,014+0,002+0,022=0,038.
Si può calcolare che, se il tasso di crescita dell'occupazione nel Centro fosse stato uguale a quello nazionale, si sarebbe avuto un aumento di 66 migliaia di unità (4.674×0,014); la componente strutturale ne aggiunge 8 (4.674×0,002), quella locale ben 102 (4.674×0,022), per un incremento totale di 176 migliaia di unità.
Il risultato può essere interpretato come segue:
- l'occupazione cresce in Italia solo nel settore dei servizi, che aveva nel I trimestre 2007 un peso, nel Centro, di oltre il 70%; tuttavia, essendo modesta la differenza tra i tassi di crescita nei servizi e nell'intera economia, e diminuendo l'occupazione negli altri settori, il relativo contributo è piuttosto contenuto;
- l'occupazione nel settore dei servizi, peraltro, cresce a livello locale più che a livello nazionale (+3,2%); ciò, unitamente al peso rilevante del settore nel Centro, consente un tasso di crescita significativamente maggiore di quello nazionale.

### Diminuzione dell'occupazione nel Mezzogiorno
Ben diversa la situazione nel Mezzogiorno:
|             | I trim. 2007 | I trim. 2008 | tasso di crescita |
| Agricoltura | 413          | 402          | -0,0266           |
| Industria   | 1.525        | 1.502        | -0,0151           |
| Servizi     | 4.446        | 4.465        | 0,0043            |
| Totale      | 6.384        | 6.369        | -0,0023           |

Si può scomporre il tasso di crescita negativo come segue:
- componente nazionale: 0,0142;
- componente strutturale: 0,0012; infatti:

|                                                      | {\displaystyle g_{.s}-g_{..}} | {\displaystyle w_{rs}} | {\displaystyle (g_{.s}-g_{..})w_{rs}} |
| Agricoltura                                          | -0,022-0,014=-0,037           | 413/6384=0,065         | -0,0024                               |
| Industria                                            | -0,011-0,014=-0,025           | 1525/6384=0,239        | -0,0059                               |
| Servizi                                              | 0,028-0,014=0,014             | 4446/6384=0,696        | 0,0094                                |
| {\displaystyle \sum _{s=1}^{S}(g_{.s}-g_{..})w_{rs}} |                               |                        | 0,0012                                |

- componente locale: -0,0177; infatti:

|                                                      | {\displaystyle g_{rs}-g_{.s}} | {\displaystyle w_{rs}} | {\displaystyle (g_{rs}-g_{.s})w_{rs}} |
| Agricoltura                                          | -0,0266-(-0,0223)=-0,0043     | 0,065                  | -0,0003                               |
| Industria                                            | -0,0151-(-0,0106)=-0,0045     | 0,239                  | -0,0011                               |
| Servizi                                              | 0,0043-0,0277=-0,0234         | 0,696                  | -0,0163                               |
| {\displaystyle \sum _{s=1}^{S}(g_{rs}-g_{.s})w_{rs}} |                               |                        | -0,0177                               |

e si ha: 0,0142+0,0012-0,0177=-0,0023.
Si può calcolare che, se il tasso di crescita dell'occupazione nel Mezzogiorno fosse stato uguale a quello nazionale, si sarebbe avuto un aumento di 91 migliaia di unità (6.384×0,014); la componente strutturale ne aggiunge 7 (6.384×0,0012), ma quella locale ne toglie ben 113 (6.384×-0,0177), per una diminuzione complessiva di 15 migliaia di unità.
Mentre la componente strutturale opera in misura analoga a quella osservata per il Centro, un tasso di crescita locale dell'occupazione nei servizi minore di quello nazionale (-2,3%) comporta una riduzione del numero di occupati.